# Xie Xingfang
Xie Xingfang, (Canton, Guangdong, 8 de gener de 1981) és una jugadora xinesa de bàdminton. Actualment és la jugadora xinesa amb més talent, i ha demostrat amb els seus dos títols mundials consecutius que és la millor jugadora de bàdminton de l'actualitat. Actualment està mantenint una relació sentimental amb el seu compatriota i jugador Lin Dan, proclamant-se tots dos campions del món en la modalitat d'individual, el 2006, a Madrid.

## Biografia
El seu primer títol important, ho va aconseguir el 1998 en la modalitat de dobles mixts, en proclamar-se al costat de Zhang Jiewen campiona del món júnior. En entrar llavors en l'equip nacional xinès, va començar a jugar l'individual.

## Resultats destacats

### Participacions en els Campionats del Món
- Campionat mundial de bàdminton de 2006 - Individual Femení.

Va revalidar el seu títol mundial de l'any anterior després de tornar a derrotar en la final al seu compatriota Zhang Ning.
- Campionat mundial de bàdminton de 2005 - Individual Femení.

Es va alçar amb el ceptre mundial després de derrotar en la final al seu compatriota Zhang Ning.

## Títols

### Campionats Internacionals
- 2006 - Yonex All England - Individual
- 2006 - Hong Kong Open - Individual
- 2006 - Uber Cup - Per equips (Xina)
- 2005 - Yonex German Open - Individual
- 2005 - Yonex All England - Individual
- 2004 - Djarum Indonèsia Open - Individual
- 2004 - Xina Open - Individual
- 2004 - German Open - Individual
- 2004 - Denmark Open - Individual
- 2004 - Sanyo Indonèsia Open - Individual